# 誓血龍騎士2 封印之紅、背德之黑
《誓血龍騎士2 封印之紅、背德之黑》是一款由Cavia開發，史克威尔艾尼克斯发行的PlayStation 2平台動作角色扮演游戏，遊戲於2005年6月16日在日本推出；北美於2006年2月14日發售。

## 開發
2004年，有消息透露史克威尔艾尼克斯將於2005年推出《誓血龍騎士》續作。製作人為柴貴正，藤坂公彦負責人物設計。前作的總監橫尾太郎擔任影片編輯，本作的總監為安井章。

### 音樂
本作主題曲《一個人》由中島美嘉演唱，Satomi作詞，松本良喜作曲。

### 發行
遊戲於2005年6月16日在日本推出，11月Ubisoft宣布將負責遊戲在歐洲和北美的發行業務，並且為本作本地化，最終遊戲於於2006年2月14日在北美發售；歐洲於2006年3月2日。

## 评价
《誓血龍騎士2 封印之紅、背德之黑》的評價褒貶不一，在Metacritic上，根據34條評論獲得63/100的分數。
遊戲在日本發售當週就售出超過10萬份，並以17萬的銷售量成為2005年6月最佳銷售遊戲第2名。

## 外部連結
- DRAG ON DRAGOON 2 （页面存档备份，存于） （スクウェア・エニックス公式ページ）